# Apiotypa
Apiotypa — рід грибів. Назва вперше опублікована 1925 року.

## Класифікація
До роду Apiotypa відносять 1 вид:
- Apiotypa philippinensis